# Trapezoedru trunchiat
Un trapezoedru trunchiat n-gonal este un poliedru format dintr-un trapezoedru n-gonal cu cele două piramide n-gonale dinspre apexuri trunchiate. Dacă vârfurile polare sunt complet trunchiate (diminuate), un trapezoedru devine o antiprismă.
Vârfurile există ca 4n-goane în patru plane paralele, cele două din mijloc având orientare alternată, creând pentagoane.
Cel mai comun poliedru din această clasă este dodecaedrul regulat, care este un poliedru platonic cu 12 fețe pentagonale congruente.
La un trapezoedru trunchiat în toate vârfurile se întâlnesc câte 3 fețe. Aceasta înseamnă că poliedrele duale, mulțimea de bipiramide giroalungite, au toate fețele triunghiulare. De exemplu, dualul dodecaedrului este icosaedrul.

## Forme
|     | Trapezoedru trunchiat triunghiular, („poliedrul lui Dürer”) 6 pentagoane, 2 triunghiuri Dual: bipiramidă triunghiulară giroalungită |
|     | Trapezoedru trunchiat pătrat 8 pentagoane, 2 pătrate Dual: bipiramidă pătrată giroalungită                                          |
|     | Trapezoedru trunchiat pentagonal (dodecaedru regulat) 12 pentagoane Dual: bipiramidă pentagonală giroalungită (icosaedru)           |
|     | Trapezoedru trunchiat hexagonal 12 pentagoane, 2 hexagoane Dual: bipiramidă hexagonală giroalungită                                 |
| ... | Trapezoedru trunchiat n-gonal 2n pentagoane, 2 n-goane Dual: bipiramidă n-gonală giroalungită                                       |